# Lucio Geganio
Lucio Geganio  fue un político romano del siglo V a. C., miembro de los Geganios Macerinos, la única rama patricia de la gens Gegania, y hermano de Tito Geganio Macerino.
Debido a la escasez de grano producto de la negativa del pueblo a cultivar los campos, en el año 492 a. C. el Senado le encargó, con Publio Valerio Publícola, la tarea de comprar recursos en Sicilia para evitar la consiguiente hambruna. Debido a una tempestad marina, se vieron obligados a rodear la isla y pasar el invierno en Siracusa. Al año siguiente regresaron con cincuenta mil medimnos de grano, en parte cortesía de Gelón, tirano de Siracusa, quien además costeó el transporte hasta Roma.